# 中嶋勝彦
中嶋 勝彦（なかじま かつひこ、1988年3月11日 - ）は、日本の男性プロレスラー。福岡県福岡市出身。血液型AB型。

## 来歴

### デビュー前 - デビュー後 - WJプロレス
5歳から母子家庭で育った。小学校3年生より璞名館で空手を始め、中学1年生の時に全国空手道大会（極真会館松井派主催）で優勝する。この頃前田日明の目に留まり、卒業後のリングスへ入団を約束されるがそれを待たずにリングスは解散となった。
2002年12月、中嶋は長州力率いるWJプロレスにスカウトされ入門、親孝行したいというのが入門の動機であった。2003年9月、WJ主催の総合格闘技興行X-1でプロデビューを飾り、金網バーリトゥード戦でジェイソン・"ゴールデンボーイ"・レイに勝利する。2004年1月、後楽園ホールの石井智宏戦でプロレスデビューした。中嶋はこのとき15歳9か月であり、男子では史上最年少デビューのプロレスラーとなった。
しかし2004年3月、WJ崩壊に伴い中嶋も退団となった。母子家庭の中嶋にとっては、WJに「保険制度（保険会社の保険を指すのかプロレス興行会社としての負傷欠場中の保険=生活補償金を指すのかは不明）」が無いことが退団原因の1つであった。中嶋は一旦実家に帰ったが、元WJの佐々木健介に弟子入りした。

### 健介オフィス / ダイヤモンド・リング
2004年4月より健介オフィスに所属する。以後、中嶋は健介ファミリーの「息子」というギミックを得て、健介の付き人をこなしつつ各団体へも参戦した。試合を重ねるにつれ個人の評価も上がり、単独参戦も増加していった。なお、当時中嶋が上がるリングは「必ず保険を団体もしくは主催興行会社が掛けてくれること」を最低条件として健介の妻の北斗晶が交渉した。
2004年6月19日、みちのくプロレス札幌大会に参戦しプロレスのキャリア半年でザ・グレート・サスケを破り、シングルマッチ初勝利を飾った。
2005年3月、DRAGON GATEに健介と共に参戦、同年12月、健介オフィスの法人化に伴い正式に健介オフィスに入団し、道場長に就任した。健介ファミリーを名乗り始めた頃は、3か月の期間限定の所属で自分の所属団体を見つけてファミリーから巣立つ構想であったが、結局は健介ファミリーが自分の居場所であるという考えに至って、健介・北斗らと活動することとなった。
この頃より中嶋は全日本プロレスを主戦場とし始め、健介オフィス自主興行に参戦しながら全日本プロレスを中心にしつつ様々な団体へ参戦する。
その間に初代タイガーマスクとシングル、テリー・ファンク、ミル・マスカラス、アブドーラ・ザ・ブッチャーともタッグで対戦。2006年2月11日、健介officeの自主興行・佐々木健介デビュー20周年記念興行で天龍源一郎と組み、健介・小橋建太組とタッグマッチで対戦した。2004年度のプロレス大賞・新人賞、2005年度は敢闘賞を受賞した。
2006年に定時制高校に入学した。
2007年2月11日、健介オフィス旗揚げ興行で健介とシングル初対決を行った。2007年2月17日、近藤修司を破り、世界ジュニアヘビー級王座を奪取する。18歳11か月での獲得は同王座最年少記録となった。だが2008年3月1日、シルバー・キングに敗北し世界ジュニアヘビー級王者から陥落した。
2008年3月、健介オフィス自主興行以外の主戦場を全日本プロレスからプロレスリング・ノアへ移す。初参戦にして同月より開催された第1回グローバル・タッグ・リーグ戦に佐々木健介とのタッグチームでエントリー。敢闘賞を獲得した。
8月、第2回日テレ杯争奪ジュニアヘビー級タッグリーグ戦に飯伏幸太とタッグを組んで出場する。
2009年2月11日、GHCジュニアヘビー級選手権でKENTAを下し、第17代GHCジュニアヘビー級王者となった。3月1日、初防衛戦でKENTAと再戦したが、KENTAにリベンジを達成され王座から陥落した。7月には日テレ杯争奪ジュニアヘビー級タッグリーグ戦に宮原健斗とタッグを組んで出場する。
2010年10月、日テレ杯争奪ジュニアヘビー級タッグリーグ戦に梶原慧とタッグを組んで出場する。
2011年9月23日、再びGHCジュニアヘビー級王者になった（対戦相手は鈴木鼓太郎）。しかし急性虫垂炎を患い、自らの申し出でベルトを返上した。
11月27日、リッキー・マルビンとのGHCジュニアヘビー級王座決定戦を行いジャーマンスープレックスホールドで勝利し、第23代GHCジュニアヘビー級王者となった。
2012年2月11日、健介オフィスが団体名称を「ダイヤモンド・リング」に改称（運営企業名称は「健介オフィス」のまま）、中嶋はダイヤモンド・リング所属選手の扱いに変更となった。
6月11日、タレントの飯作あゆりと婚約したことを発表し、8月11日に結婚披露宴を行った。
11月、ノアのグローバル・リーグ戦に初出場。
2013年2月、中嶋はタッグマッチで怪我のために欠場していた健介の復帰戦の相手を務めた（健介のパートナーは杉浦貴、中嶋のパートナーは大谷晋二郎）。この頃より、ヘビー級戦線に戦いの場を次第に移していく。
8月4日、中嶋はノアの旗揚げ記念大会で第5試合終了後、丸藤正道率いるBRAVEに加入したいと表明。その場では加入は認められなかったが、この大会後からBRAVE加入のために試合でアピールを続ける。その後、8月24日にモハメド・ヨネとのシングルマッチを行い、試合後に晴れてBRAVEに正式加入した。
10月5日、横浜文化体育館においてKENTAの保持するGHCヘビー級王座に初挑戦し、壮絶な打撃戦を展開したが最後はgo2sleepに敗れた。
2014年2月11日、中嶋は師・健介にシングルで初勝利する。その後、健介が引退を表明したため、結果的に中嶋は健介に引導を渡す形になった。また健介の引退と同時にダイヤモンド・リングはプロレス団体としての活動を休止。中嶋も活動休止後の唯一のダイヤモンド・リング所属選手となる。

### フリー - プロレスリング・ノア
2015年8月25日、自身のブログ上でダイヤモンド・リングを7月末で退団していたことを発表、フリーランスとして活動をすることになった。
12月24日、2008年から主戦場としてきたプロレスリング・ノアへの入団を発表、2016年1月1日付でノア所属選手となった。
ノア入団後の2016年1月よりGHCヘビー級王者の杉浦貴への挑戦を狙うつもりでいた。しかし王者・杉浦への挑戦の条件として鈴木軍から鈴木みのるとのシングル戦の勝利（敗北の場合は鈴木軍加入）が提示された。2月24日後楽園ホール大会のメインイベントで鈴木とシングル戦を行い、垂直落下式ブレーンバスター（この後「ヴァーティカル・スパイク」と命名）で鈴木を撃破し、3月19日の後楽園ホール大会で杉浦への挑戦が決定したが、敗北した。7月、新日本プロレスのG1 CLIMAXにも初出場。
10月23日、横浜文化体育館で杉浦の保持するGHCヘビーに挑戦、4度目の挑戦で悲願の奪取を果たし初戴冠した。だが、7回の防衛の後に2017年8月26日の後楽園ホール大会でエディ・エドワーズにタイトルを奪取される。
2020年8月30日、カルッツ川崎大会にて潮崎豪との「AXIZ」を抜け、拳王率いる「金剛」へ加入。
2021年10月10日、大阪府立体育会館で丸藤正道からタイトルを奪取し、2回目の戴冠を果たした。
2022年2月23日、名古屋国際会議場大会で藤田和之に敗れ、GHCヘビー級王座から陥落した。
2023年5月4日、両国国技館大会にて、長期欠場から復帰を果たした潮崎豪とタッグで対決、試合後に潮崎と握手を交わし「AXIZ」復活を宣言し、同時に「金剛」から離脱した。
9月30日をもって、プロレスリング・ノアを退団。同年10月まではノアの興行にも参戦する。

### フリー
10月21日、全日本プロレス後楽園ホール大会のメインイベント・三冠ヘビー級選手権試の試合後に、スーツ姿で花束を持参し登場。青柳優馬に敗れた宮原健斗に花束を叩きつけて会場を後にした。
10月28日、ノア福岡国際センター大会にて潮崎豪と組み、丸藤正道・杉浦貴と対戦。中嶋が杉浦に敗れ、ノアラストマッチを終えた。
10月31日、全日本プロレス事務所を訪問し三冠挑戦を表明。11月5日、北海道・ホテルエミシア札幌大会にて王者の青柳優馬に勝利し、自身初となる第71代三冠ヘビー級王座を戴冠する。さらに共闘を志願した大森北斗と一方的にタッグを組まされ世界最強タッグ決定リーグ戦に参戦、優勝を飾った。
全日参戦後、中嶋は「闘魂スタイル」を掲げ、首に赤いマフラーを巻き、アントニオ猪木の側近だった新間寿に接近・入場曲「アリ・ボンバイエ」の使用許諾を得るなど、スタイルが様変わりしていく。しかし12月31日国立代々木競技場第二体育館大会にて宮原を相手にした三冠初防衛戦に勝利した際、リング上で「1、2、3ダァー」と叫んだことから、猪木元気工場が保持する商標に抵触するとして警告書を送られ、以降は「XXスタイル」に改めることとなった。
2024年1月14日、大森とのタッグで斉藤ジュン&斉藤レイ組が保持する世界タッグ王座に挑戦するも、中嶋がレイに敗北。
三冠ヘビー級王座は4度防衛に成功するが、3月30日大田区体育館大会にて挑戦者の安齊勇馬に敗れ失冠。
6月9日、GLEAT名古屋大会に来場。関係者席にいる鈴木社長の隣に座り飲酒飲食をしながら試合を観戦、数試合で会場を後にした。
6月24日、リデットエンターテイメント事務所を訪問し鈴木社長との話し合いからGLEAT参戦が決定。

## 得意技
ヴァーティカルスパイク
垂直落下式のブレーンバスター。
ダイヤモンドボム
変形のデスバレーボム。
右ハイキック
ジャーマン・スープレックス

## 戦績
| 総合格闘技 戦績 | 総合格闘技 戦績 | 総合格闘技 戦績 | 総合格闘技 戦績 | 総合格闘技 戦績 | 総合格闘技 戦績 | 総合格闘技 戦績 |
| --------------- | --------------- | --------------- | --------------- | --------------- | --------------- | --------------- |
| 1 試合          | (T)KO           | 一本            | 判定            | その他          | 引き分け        | 無効試合        |
| 1 勝            | 1               | 0               | 0               | 0               | 0               | 0               |
| 0 敗            | 0               | 0               | 0               | 0               | 0               | 0               |

| 勝敗 | 対戦相手                             | 試合結果                         | 大会名 | 開催年月日   |
| ○    | ジェイソン・"ゴールデンボーイ"・レイ | 1R 1:25 TKO（左フック→パウンド） | X-1    | 2003年9月6日 |

## タイトル歴
プロレスリング・ノア
- GHCヘビー級王座：2回（第28・36代）
- GHCナショナル王座：1回（第2代）
- GHCタッグ王座：6回（パートナー：マサ北宮）（第42・44・55代）→（パートナー：潮崎豪）（第46・49・51代）
- GHCジュニアヘビー級王座：3回（第17・21・23代）
- グローバル・リーグ戦
  - 2014年大会：殊勲賞
- N-1 VICTORY
  - 2020年大会：優勝
  - 2021年大会：優勝
- スクランブルシャッフルタッグトーナメントNOAH&金剛
  - 2023年大会：優勝（パートナー：吉岡世起）
- グローバル・タッグ・リーグ戦
  - 2008年大会：敢闘賞（パートナー：佐々木健介）
  - 2012年大会：殊勲賞（パートナー：森嶋猛）
  - 2013年大会：殊勲賞（パートナー：佐々木健介）
  - 2014年大会：殊勲賞（パートナー：丸藤正道）
- 日テレG+杯争奪ジュニアヘビー級タッグ・リーグ戦
  - 第2回（2008年）大会：技能賞（パートナー：飯伏幸太）
  - 第3回（2009年）大会：敢闘賞（パートナー：宮原健斗）
  - 第5回（2011年）大会：殊勲賞（パートナー：梶原慧）

全日本プロレス
- 三冠ヘビー級王座 : 1回（第71代）
- 世界ジュニアヘビー級王座：1回（第24代）
- アジアタッグ王座：1回（パートナー：佐々木健介）（第80代）
- 新春ジュニアヘビー級バトルロイヤル 優勝（2005年）
- ジュニアヘビー級タッグリーグ戦 優勝（2008年）（パートナー：土方隆司）
- 世界最強タッグ決定リーグ戦 優勝（2023年）（パートナー : 大森北斗）

プロレスリングZERO1-MAX
- WWA世界ジュニアライトヘビー級王座（プロレスリングZERO1-MAX版）：1回

みちのくプロレス
- 東北タッグ王座：1回（パートナー：佐々木健介）（第2代）

天龍プロジェクト
- インターナショナルジュニアヘビー級タッグ王座：1回（パートナー：梶原慧）（第16代）

WRESTLE-1
- WRESTLE-1チャンピオンシップ：1回（第16代）

GLEAT
- LIDET UWF王座：1回（第3代）

プロレス大賞
- 2004年度 新人賞
- 2005年度 敢闘賞
- 2016年度 敢闘賞

## 入場テーマ曲
- KICK START / K-FORCE

現在のテーマ曲。2020年8月より使用。
- GENIUS OF THE KICK / シトー
- 勝彦
- POWER （作曲&編曲：鈴木修）

## テレビ出演
- クイズ$ミリオネア（フジテレビ ：健介のサポーターとして）
- クイズ!紳助くん（朝日放送系関西ローカル）
- 鬼のワラ塾（テレビ朝日関東ローカル）
- こちら葛飾区亀有公園前派出所（TBS）：六西会の担ぎ手役